# Émilie (ópera)
Émilie ("Emilia") es una ópera en 9 escenas con música de la compositora finlandesa Kaija Saariaho y libreto en francés de Amin Maalouf. Se estrenó el 1 de marzo de 2010 en la Ópera de Lyon, Francia.

## Historia
Karita Mattila, soprano finlandesa de envergadura international, asumió el rol titular en el estreno
En las estadísticas de Operabase aparece con tres representaciones en el período 2005-2010.

## Argumento
Émilie reconstituye la vida de la marquesa Émilie du Châtelet, matemática, física y amante de Voltaire, y la primera mujer que estableció una reputación científica internacional, gracias a sus escritos sobre la ciencia del fuego y otros temas de física. La ópera, inspirada en los escritos de la marquesa, descubre sus pasiones humanas e intelectuales, en el contexto de la premonición de su muerte y del nacimiento de su hijo.